# Harry Koene
Harry Koene, voluit Henri Joseph Antoine Koene, (Sint Pieter, 10 februari 1908 - Maastricht, 14 februari 1995) was een Nederlands architect.

## Biografie
In 1926 rondde hij met een extra akte handenarbeid de Rijkskweekschool in Maastricht af en ging toen studeren aan de Kunstnijverheidschool in Maastricht. Aan de Academie van Amsterdam volgde hij vervolgens MO handtekenen. In Maastricht kreeg Koene les van Charles Vos (beeldhouwen), Henri Jonas en Joseph Postmes (schilderen), H. Reck (interieurkunst) en P.A. Schols (handtekenen). Dankzij deze laatste kreeg koene interesse in architectuur en in februari 1928 kwam Koene in dienst bij Schols in Geleen waar hij bleef tot november 1929. In 1929 verhuisde hij naar Tilburg en volgde in die tijd een avondcursus en later de dagcursus van de Academie van Bouwkunst van de RK Leergangen in Tilburg. Hier werkte hij eerst voor architectenbureau van C.M.B. van den Beld en in de periode november 1930 tot januari 1933 voor de architect Ruts. In 1930 behaalde hij zijn diploma voor handtekenen, in 1931 dat van bouwkundig tekenen en in 1932 verkreeg hij zijn architectendiploma.
Vanaf 1933 was Koene in Maastricht werkzaam als zelfstandig architect, maar omdat het toen crisistijd was werd er weinig gebouwd. Zijn ontwerpen in die tijd betroffen vooral huizen, winkels en fabrieken. Zijn stijl was sterk onder invloed van Bauhaus en hij had Minder is meer als adagium in zijn ontwerpen, geïnspireerd naar het adagium van Ludwig Mies van der Rohe. In zijn ontwerpen verzachtte hij deze stijl door streekeigen elementen op te nemen, zoals het gebruik van speklagen.
In 1944 ontstond tijdens de Tweede Wereldoorlog de dreiging dat Maastricht in de frontlinie zou komen te liggen en te maken zou krijgen met veel bombardementen. In 1943 begon er een comité met het ontwikkelen van het Sint-Pietersbergplan om in de Sint-Pietersberg in het Gangenstelsel Zonneberg een schuilgelegenheid te realiseren. Voor de inrichting van het gangenstelsel werd architect Harry Koene aangetrokken. Hij kreeg de verantwoordelijkheid om de gangenstelsels in te richten en hij werd tevens benoemd tot algemeen uitvoerder.
In de periode 1945-1960 doceerde hij aan de Limburgse Academie van Bouwkunst in Maastricht. Deze academie werd door hem en anderen opgericht. In 1945 deed Koene de cursus Kerkelijke Architectuur in 's-Hertogenbosch en begon hij eerst met de restauratie van bestaande kerken, en later ook de nieuwbouw van kerkgebouwen. Het eerste kerkgebouw dat onder zijn leiding werd gerestaureerd was de Sint-Sebastianuskerk in Herkenbosch. In 1953 vond naar zijn ontwerp de nieuwbouw van de Christus Koningkerk plaats. Zijn op de Bossche School geënte ontwerpen evolueerden door de tijd. Een kerk uit zijn eerste stijlperiode is de Onze-Lieve-Vrouw van Altijddurende Bijstandkerk in Kerkrade. Hierna begon hij samen te werken met beeldend kunstenaar Charles Eyck en werden zijn ontwerpen van kerken moderner. Representatieve werken voor deze periode zijn de Jozef Arbeiderkerk in Meerssen, de Kerk van Onze-Lieve-Vrouw van de Wonderdadige Medaille in Beek en de Heilig Hart van Jezuskerk in Hoensbroek. Eyck was geen bouwkundige en daardoor liep de samenwerking niet altijd even lekker. Koene vond dat Eycks werk erg leunde op de Annakerk in Düren die het werk was van architect Rudolf Schwarz. Koene vond zijn ontwerp van de Kerk van Onze-Lieve-Vrouw van de Wonderdadige Medaille in Beek vanwege de ellipsvorm en de aanwezige klokkentoren erg geslaagd. Vanwege financiële beperkingen kon de toren van de Don Boscokerk in Maastricht dan weer niet gebouwd worden.
In de periode 1969-1983 was hij samen met zijn zoon architect Pieter Koene werkzaam in de maatschap Harry Koene, Pieter Koene, Architecten, Maastricht.
Op 14 februari 1995 overleed Koene op 87-jarige leeftijd in Maastricht.

## Werken
Koene ontwierp meer dan 600 gebouwen, waaronder kerken en allerhande andere gebouwen. Een selectie van zijn werken omvat onder andere:
- Sint-Pietersbergplan in Maastricht (1944)
- Sint-Jozefkapel in Schilberg bij Slenaken (1946)
- Sint-Genovevakapel in Diependal (1947)
- Woningbouw Mariaberg (Tongerseweg) in Maastricht (1948)
- Sint-Sebastianuskerk in Herkenbosch (1949)
- Jacobus de Meerderekerk in Bocholtz (1953) (uitbreiding)
- Christus Koningkerk in Geleen (1953)
- pastorie van de Sint-Michaëlkerk in Heugem, Maastricht (1954)
- Kerk van Sint-Pieter boven in Maastricht (1954) (restauratie)
- Onze-Lieve-Vrouw van Altijddurende Bijstandkerk in Heilust, Kerkrade (1956)
- Onze-Lieve-Vrouw-van-Fatimakapel in Herkenbosch (1957)
- Jozef Arbeiderkerk in Meerssen (1958)
- Sint-Michaëlkerk in Berg aan de Maas (1959)
- Kerk van Onze-Lieve-Vrouw van de Wonderdadige Medaille in Beek (1962)
- Heilig Hart van Jezuskerk in Hoensbroek (1962)
- Don Boscokerk in Maastricht (1958)
- Heilige Geestkerk in Brunssum (1971)

- RKD-Nederlands Instituut voor Kunstgeschiedenis: 45334